# 热卢克斯
热卢克斯（法語：Geloux，法語發音：[ʒəluks]）是法国朗德省的一个市镇，属于蒙德马桑区。

## 地理
热卢克斯（43°58'49"N, 0°38'16"W）面积51.7 平方千米，位于法国新阿基坦大区朗德省，该省份为法国西南部沿海省份，是法國本土面积第二大的省，北起吉倫特省，西临大西洋，南至大西洋比利牛斯省，东临热尔省，东北与洛特-加龍省接壤。
与热卢克斯接壤的市镇（或旧市镇、城区）包括：塞尔、加兰、圣马丹多内、伊戈圣萨蒂尔南、于沙克和帕朗蒂斯。
热卢克斯的时区为UTC+01:00、UTC+02:00（夏令时）。

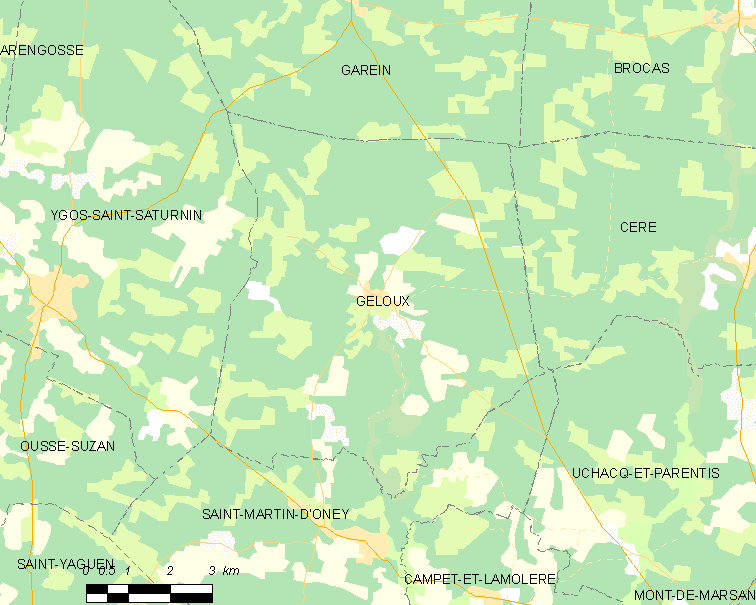
热卢克斯的OSM定位图

## 行政
热卢克斯的邮政编码为40090，INSEE市镇编码为40111。

## 政治
热卢克斯所属的省级选区为蒙德马桑第一县。

## 人口

1962-2008年间热卢克斯人口变化图示

热卢克斯于2022年1月1日时的人口数量为708人。